# Asociația de Fotbal din Hong Kong

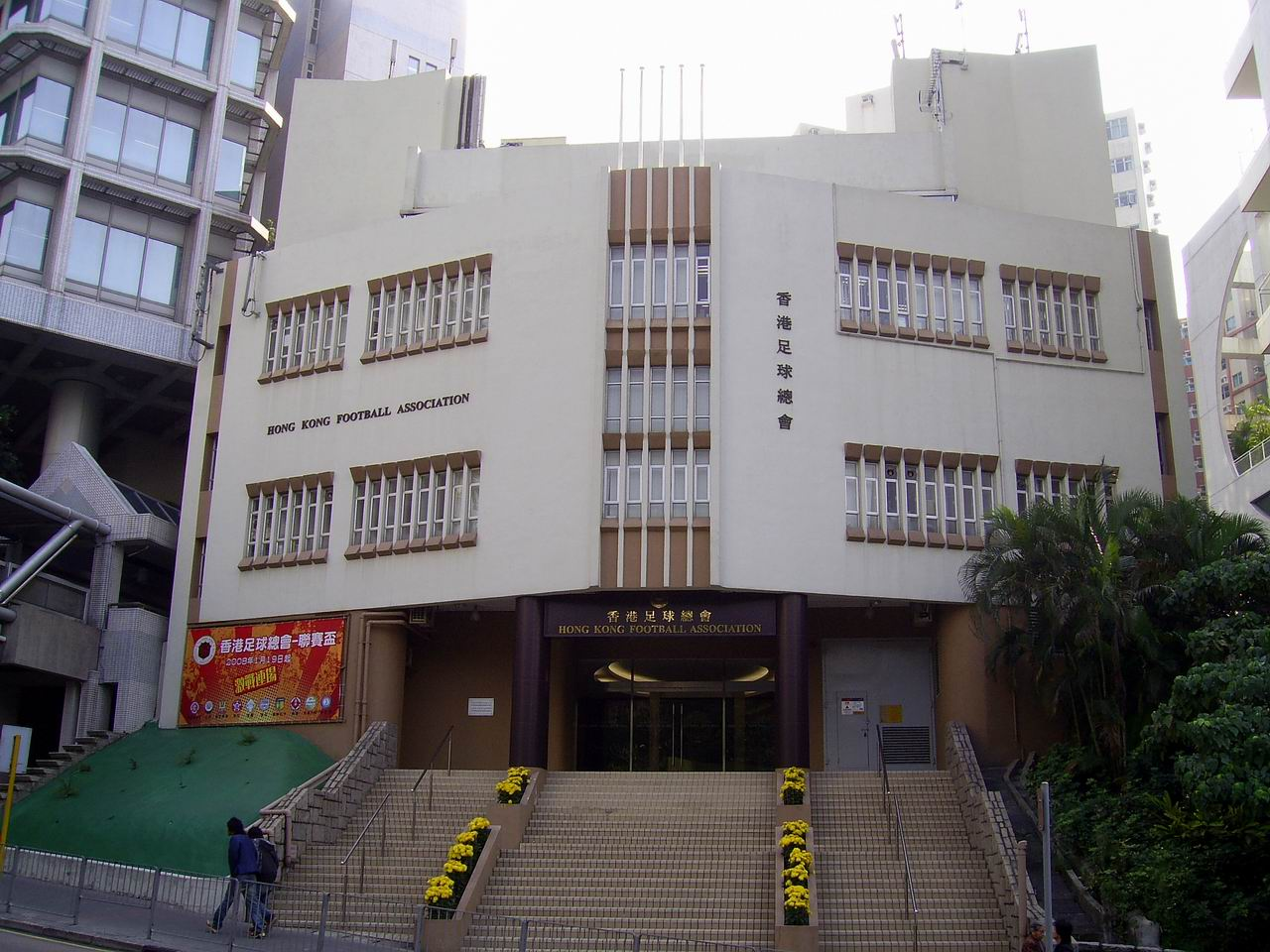
Sediul asociației din Ho Man Tin.

Asociația de Fotbal din Hong Kong este forul ce guvernează fotbalul în Hong Kong. Se ocupă de organizarea echipei naționale și a altor competiții de fotbal din stat, cum ar fi Hong Kong First Division League.

### Secretari
| Nume                        | Din  | Până în |
| --------------------------- | ---- | ------- |
| Alex P. Storrie             | 1909 |         |
| F. W. Eager                 | 1914 | 1915    |
| W. V. Pennell               | 1915 | 1916    |
| Q. M. S. Williams           | 1916 | 1917    |
| Yuen Mun Chuen              | 1985 | 1999    |
| Yu Chik Sum                 | 1999 | 2001    |
| Lam Chun Ying               | 2001 | 2007    |
| Leung Kam Yau Lam Shing Kui | 2007 | 2009    |
| Yuen Mun Chuen              | 2009 |         |